# Бургунди
Бургунди (лат. Burgundiōnes, Burgundī) били су источногерманско племе или група племена. Они су се селили из Скандинавије до острва Борнхолм чије је име по старом писму било Бургундархолмр (Бургундска земља) и одатле у друге делове Европе. Превод Орозија Алфреда Великог користи име Бургундска земља. Они су се појавили у области Рајне, у близини Римског царства, а касније су пресељени у царство, у западним Алпима и југоисточној Галији. Претпоставља се да су се помињани много раније у време Римског царства као народ који живи у делу регије Германија који је данас део Пољске.
Бургунди се први пут помињу заједно са Аламанима већ у 11. панегирику цара Максимијана датом у Триру 291. године, а односе се на догађаје који су се морали догодити између 248. и 291. године, и они су очигледно вековима остали суседи. До 411. године бургундска група утврдила се на Рајни, између Франака и Аламана, држећи градове Вормс, Шпејер и Стразбур. Године 437, Флавије Аеције је уз помоћ хунских снага победио Бургунде на Рајни, а затим је 443. године поново населио Бургунде унутар царства, у Савоји у Галији.
Овај галски домен постао је Краљевина Бургунда, у региону западних Алпа, где се сусрећу модерне Швајцарска, Француска и Италија. Ово је касније постало компонента Франачког царства. Име овог краљевства преживело је у регионалном називу Бургундија, који је регион у модерној Француској и представља само део тог краљевства.
Други део Бургунда остао је у својој претходној домовини у сливу Одра–Висла и формирао је контингент у Атилиној хунској војсци до 451. године.
Претпоставља се да пре него што су започели јасно документовани докази, Бургунди су вероватно првобитно емигрирали из континенталне Скандинавије на балтичко острво Борнхолм, а одатле у слив Висле, усред данашње Пољске.

## Историја
У првој половини 3. века, главнина Бургунда се иселила из свог боравишта (између средње Лабе и Нисе) и населила област код реке Мајне. Бургунди су око 260. године заузели римска Декуматска поља. Вандали су 406. године прешли Рајну. Придружили су им се и Бургунди који остају на левој страни Рајне око Вормса. Ту су око 416. године примили аријанство. Бургунди су се као римски савезници борили против Хуна под војсковођом Аецијем. Након победе су се населили у покрајину Сабаудију (Савоју). Након пропасти Западног римског царства, Бургунди освајају подручје између Женеве, Лиона и на југ до области Провансе. Ту су основали државу коју су освојили 534. године њихови највећи противници. Највећи противник сада су им били Франци који су 500. године покренули поход на Бургундију. Он је завршен неуспехом због помоћи коју су Бургундима пружили Визиготи. Визиготи су 507. године протерани из Галије, а 532. године Франци поново нападају Бургунде како би предупредили напад Острогота на Бургундију. Две године касније  Бургундска држава је припојена Франачкој.

### Порекло племена
Бургундско предање о скандинавском подреклу потврђују докази као што су имена места и покрајина те археолошки докази (Стерна), те се зато може сматрати да је њихова предања тачна. Због тога што је Скандинавија била врло далеко од хоризонта раних римских извора, укључујући и Тацита (који спомиње само једно скандинавско племе, Свеаре, лат. Suiones), није познато одакле су Бургунди дошли него само да су живели источно од Рајне. Рани римски извори наводе да су вероватно били једно од источногерманских племена.
Око 300. године, становништво Борнхолма (острво Бургунда) навелико нестаје с острва. Већина се гробља престаје користити, а она која су се још користила имала су тек неколико погреба (Стерна).
Године 369, цар Валентинијан I је повео војску против германског племена Алемана. У то време, Бургунди су вероватно живели око реке Висле према Јорданесу, историчару средине 6. века. Неко време након рата с Алеманима, Бургунде је победио Фастида, краљ Гепида те су били покорени и скоро потпуно уништени.
Отприлике деценију касније, Бургунди су се поновно појавили. При повлачењу војске Флавија Стилика у борби против визиготског краља Аларика I (406 - 408), северна племена су прешла Рајну те је почела велика сеоба народа.  Међу њима су били Алани, Вандали, Свеви, и вероватно Бургунди. Бургунди су мигрирали према западу и сместили се у долини Рајне.
Тамо су се Бургунди с временом спријатељили с Хунима. Хунски обичај је био да жене вештачки продуље своју главу тако да ју чврсто завежу још док су девојчице. Германски гробови су повремено били испуњени хунским орнаментима, али такође и женским главама које су биле третиране на тај начин. Западно од Рајне само бургундска гробља садрже велики број таквих глава.

### Религија
Негде на истоку Бургунди су се пребацили на аријски облик хришћанства, који је био извор сумњи и неповерења између Бургунда те католичког Западног римског царства. Стање се очигледно поправило или се поправљало око године 500, кад је бургундски краљ Гундобад одржавао блиско лично пријатељство с католичким бискупом Авитусом из Беча. Штавише, Гундобадов син и наследник Сигисмунд, је био католик те постоје многи докази да су многи Бургунди прешли на католичанство укључујући и неколико женских чланова владајуће породице.

### Рана повезаност с Римљанима
Бургунди су имали бурне везе с Римљанима. Царство их је користило за спречавање продора других племена, за вршење препаде на граничним подручјима, те да шире свој утицај кад је год то могуће.

## Краљевство Бургунда

### Прво краљевство
Године 411. је године бургундски краљ Гундахар или Гундикар у сурадњи с аланским краљем Гоаром поставио марионетског цара Јовина. Ауторитетом галског цара кога је контролисао, населио се на левој односно западној (римској) обали Рајне, између река Лаутера и Нахе, заузевши Борбетомагус, Цивитас Неметум и Аргенторатум. Привидно као део мира, римски им цар Хонорије службено „дао” ту земљу.
Упркос њиховом новом статусу као федерати, бургундски су упади у римску горњу Галију Белгицу постали неподношљиви и немилосрдно приведени крају 436, када је римски заповедник Флавије Аеције позвао хунске плаћенике да освоје Рајнско краљевство (с главним градом у старом келтско-римском насељу Борбетомагус/Вормс), што су и учинили 437. године, а Гундахара је погинуо у борби.
Хунско уништење Вормса и Бургундског краљевства постало је темељ јуначке легенде која је касније била описана у Песми о Нибелунзима према којој је Рихард Вагнер базирао свој оперски циклус Прстен Нибелунга где су краљ Гундахар (Гунтер) и краљица Брунхилда на свом двору у Вормсу, а Зигфриед долази запросити Кримхилду. (На старонордијском имена су Gunnar, Brynhild и Gudrún). Заправо, реч Atli која се спомиње у песми долази од имена хунског вође Атиле.

### Друго краљевство
Због непознатих разлога, Бургунди су по други пут добили статус федерата, и 443. су се населили по Аецију у регији Сапаудија. Како Сапаудија не одговара ни једној данашњој модерној регији, Бургунди су вероватно живели покрај Лугдунума, данас познатог као Лион. Сматра се да је нови краљ Гундиок, или Гундерик, сматран Гундахаровим сином, владао након очеве смрти. Све у свему, осам бургундских краљева из куће Гундахар владало је краљевством док га 534. године нису прегазили Франци.
Као савезници Рима у његовим последњим деценијама, Бургунди су се борили на страни Аеција, Визиготске конфедерације и других у борби против Атиле у бици на Каталаунским пољима 451. Претпоставља се да је је савез између Бургунда и Визигота био врло јак, кад је Гундиок и његов брат Килперик I пратио Теодорика II у Шпанију да се боре против Свева 455.

## Језик
Бургунде и њихов језик је песник Сидоније Аполинарије описао као германе. Хервиг Волфрам је ово протумачио као да су они ушли у Галију из Германије.
Конкретније, сматра се да је њихов језик припадао источногерманској језичкој групи, на основу њихове претпостављене еквивалентности са Бургундима које је Плиније назвао много раније на истоку, и неким именима и називима места. Међутим, ово се сада сматра неизвесним. Мало се зна о језику. Забележена су нека властита имена Бургунда, а сматра се да су неке речи које се користе у овој области у модерним временима изведене из древног бургундског језика, али их је често тешко разликовати од германских речи другог порекла, и у било ком случај савремени облик речи ретко је погодан да се много закључи о облику у старом језику.
Сматра се да је језик изумро током касног 6. века, вероватно због раног преласка Бургунда у латинско хришћанство.